# 3e armée (Autriche-Hongrie)
Pour les articles homonymes, voir 3e armée.

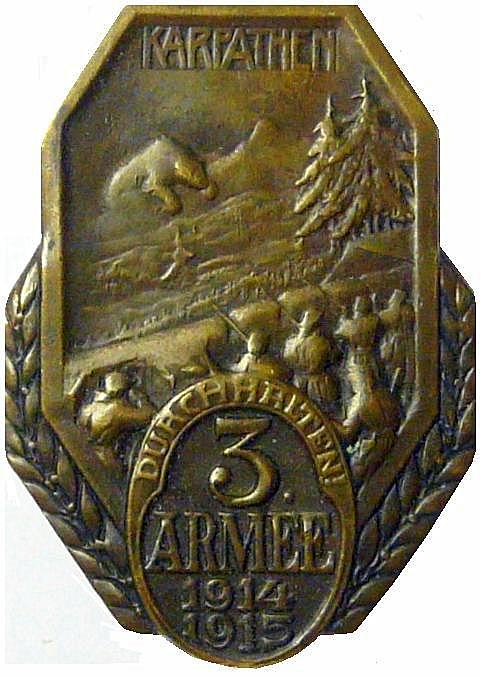
Insigne de la 3e armée, 1915.

La 3e armée austro-hongroise est une grande unité (armée) de l'armée austro-hongroise pendant la Première Guerre mondiale. Déployée sur le front de l'Est en Galicie, elle est ensuite envoyée sur le front serbe puis le front italien avant de retourner sur le front de l'Est.

## Historique

### 1914

#### Galicie

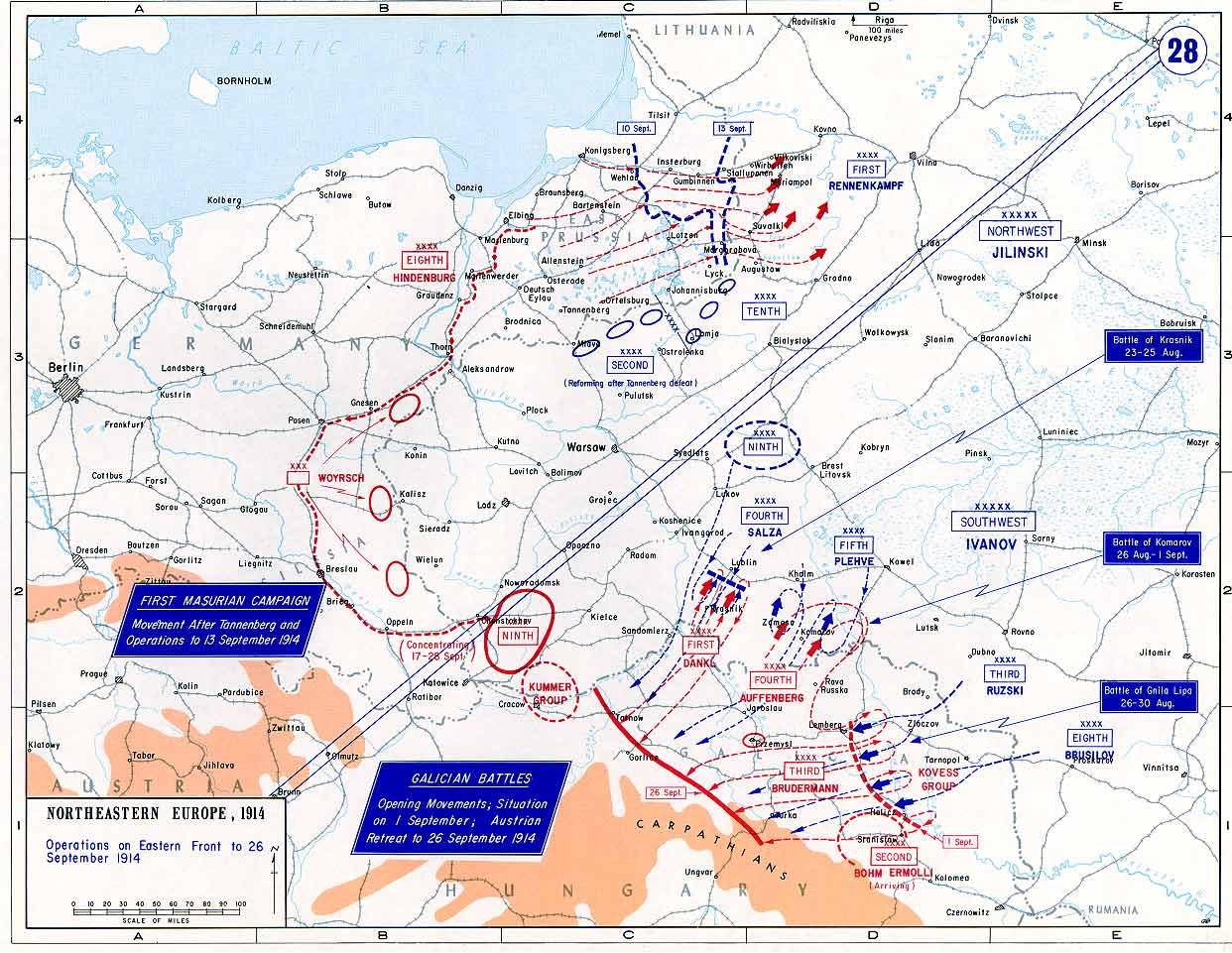
Bataille de Lemberg, septembre 1914, 3e armée (Third) au sud-est : offensive austro-hongroise (flèches rouges), contre-offensive russe (flèches bleues), retraite austro-hongroise vers les Carpates (pointillé rouge)

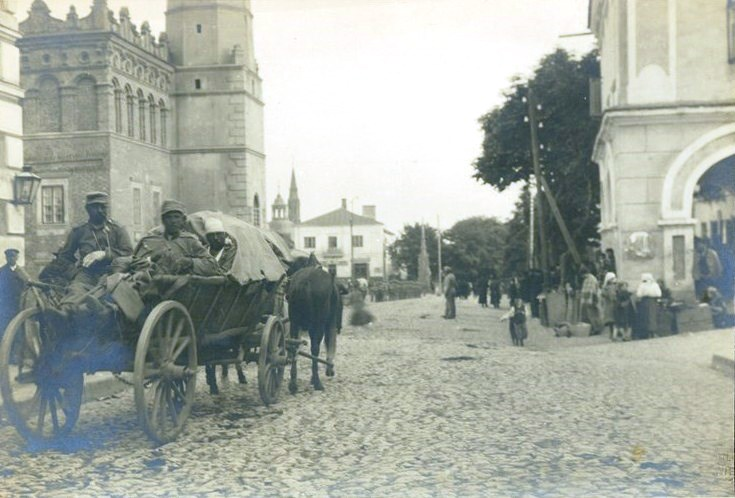
Transport de blessés austro-hongrois à Sandomierz, 1914-1918

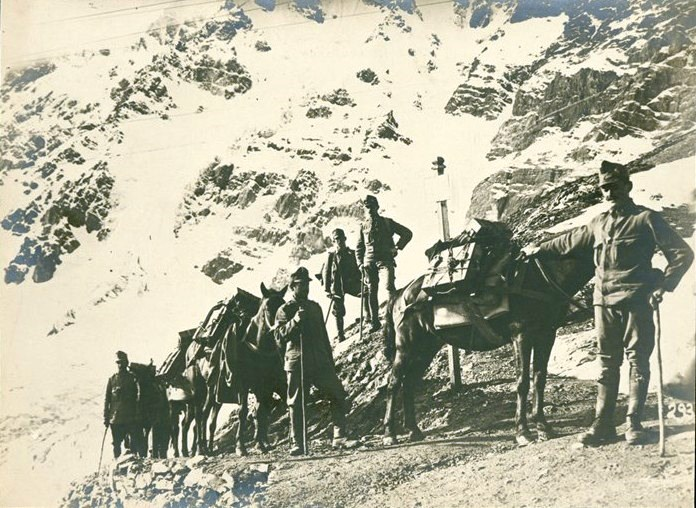
Troupes austro-hongroises sur une route de montagne, 1914-1918

Constituée pendant la mobilisation de juillet 1914, la 3e armée est déployée en Galicie sous le commandement du général de cavalerie Rudolf von Brudermann. Elle est chargée de défendre la ville de Lemberg (Lviv), aux côtés de l'Armeegruppe du général Hermann Kövess (IIIe et XIIe corps), contre l'offensive de l'armée impériale russe, tandis que les 1re et 4e armées conduisent l'offensive en Pologne russe en direction de Lublin.
Le 21 août, les avant-gardes de cavalerie se rencontrent près de Jarosławice (Tuczępy). Tandis que le XIe corps reste en position devant Lemberg, le 26 août, le IIIe corps se déplace vers Zolotchiv et le XIIe vers Pomorzany (Końskie). Le 27 août, la 3e armée affronte les forces russes à Peremychliany. Les 28 et 29 août, elle se heurte à la 3e armée russe du général Nikolaï Rouzski dans la bataille de la Gnila Lipa (de) (Hnyla Lypa).
La 3e armée compte alors 115 bataillons d'infanterie et 376 canons contre 200 bataillons et 685 canons pour l'armée russe. Elle comprend les unités suivantes :
- XIe corps (corps de Lemberg), général Dezső Kolossváry (en)
  - 23e et 30e divisions d'infanterie
- XIVe corps (corps d'Innsbruck), archiduc Joseph-Ferdinand de Habsbourg-Toscane
  - 3e, 8e et 44e divisions d'infanterie
- 41e division d'infanterie, Johann Nikic
- 2e division de cavalerie, Emil von Ziegler
- 4e division de cavalerie, Edmund von Zaremba
- IIIe corps (corps de Graz), Emil Colerus von Geldern (de)
  - 6e, 22e et 28e divisions d'infanterie

Lors de la bataille de Lemberg, la 3e armée austro-hongroise est prise de flanc par les Xe et XIIe corps russes (général Leonid Lech (en)) entre Janow et Gródek sur la Werescyca (affluent de rive gauche du Dniestr) tandis que les XIe, IXe et Xe corps russes mènent une attaque de rupture autour de Zolotchiv, à l'ouest de Lemberg. Le 2 septembre, la 3e armée, débordée, doit se replier en abandonnant Lemberg. Le 3 septembre, le général Rudolf von Brudermann est démis de ses fonctions. Il est remplacé par Svetozar Borojević von Bojna.
La retraite de la 3e armée laisse sans couverture les 1re et 4e armées austro-hongroises qui, à leur tour, subissent une lourde défaite à la bataille de Rava-Rouska (6-11 septembre). Les armées austro-hongroises doivent abandonner la Galicie orientale et se replier vers les Carpates.

#### Carpates

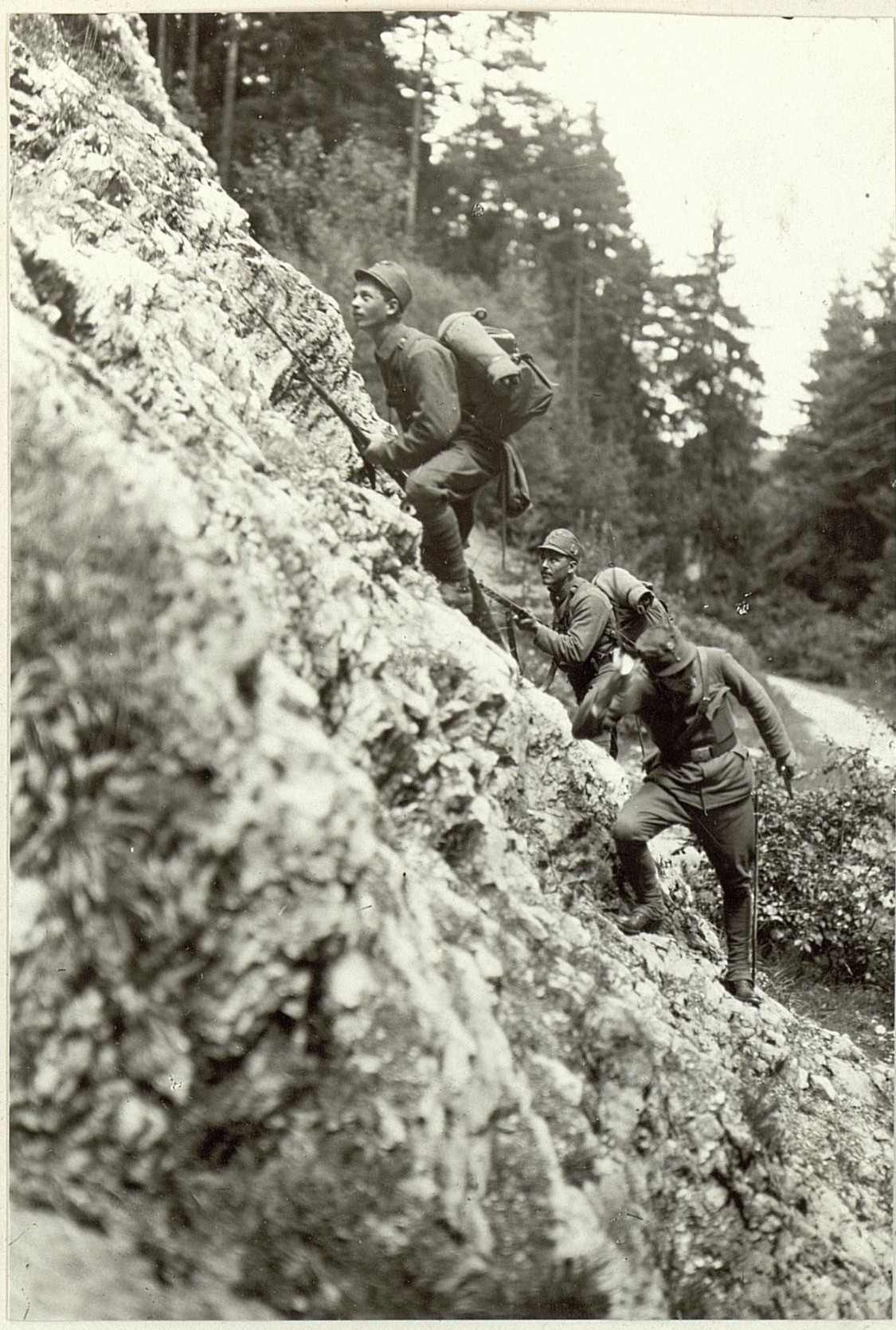
Entraînement des troupes de montagne austro-hongroises, 1914-1918

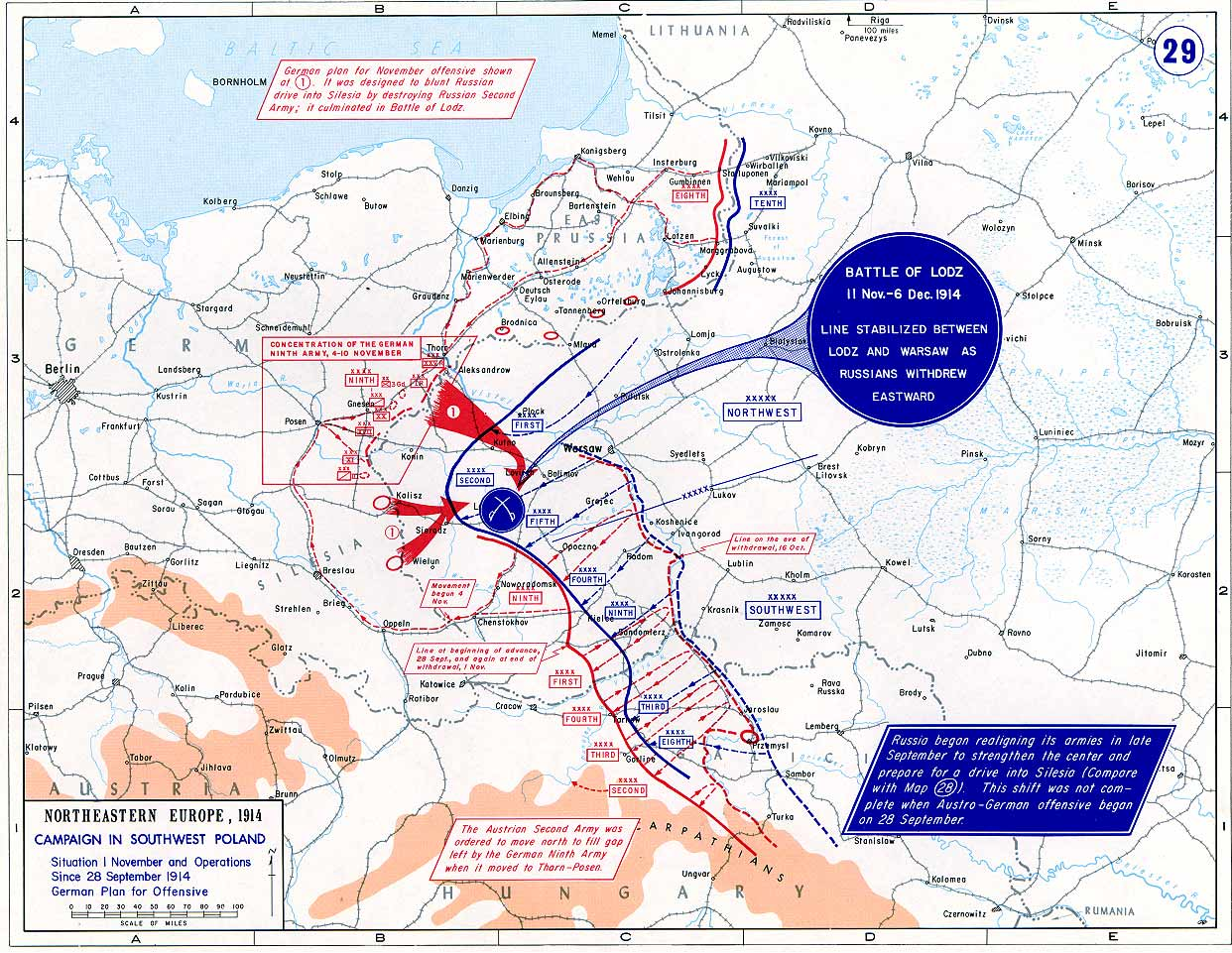
Bataille des Carpates, hiver 1914-1915 : stabilisation des positions sur les montagnes, encerclement de Przemyśl et échec des offensives de dégagement austro-hongroises

Le 11 septembre, la 3e armée se retire sur le San et, le 21 septembre, doit abandonner sa dernière tête de pont à Jarosław. La
forteresse austro-hongroise de Przemyśl est assiégée par les Russes. Dégagée temporairement le 11 octobre par une contre-offensive de la 3e armée, elle est de nouveau encerclée le 9 novembre 1914. La 2e armée austro-hongroise, qui couvrait le flanc droit de la 3e en Bucovine, est déplacée vers la Vistule en novembre, obligeant la 3e armée à allonger sa ligne de part et d'autre du col d'Oujok.

### 1915

#### Carpates
La bataille des Carpates, dans de dures conditions climatiques, se prolonge pendant tout l'hiver 1914-1915. La 3e armée fait face à la 8e armée russe (général Alexeï Broussilov). Plusieurs tentatives pour dégager Przemyśl échouent et la forteresse doit capituler le 22 mars 1915.
Pour renforcer la ligne des Carpates et soulager son allié austro-hongrois, l'armée allemande déploie deux nouvelles unités. L'armée du Sud (général Alexander von Linsingen) s'installe à partir de janvier 1915 à droite de la 3e armée, entre celle-ci et l'Armeegruppe Pflanzer-Baltin. En avril 1915, c'est le corps des Beskides (général Georg von der Marwitz) qui s'installe dans le massif des Beskides, sur son flanc gauche, entre les 2e et 3e armées.

#### Galicie

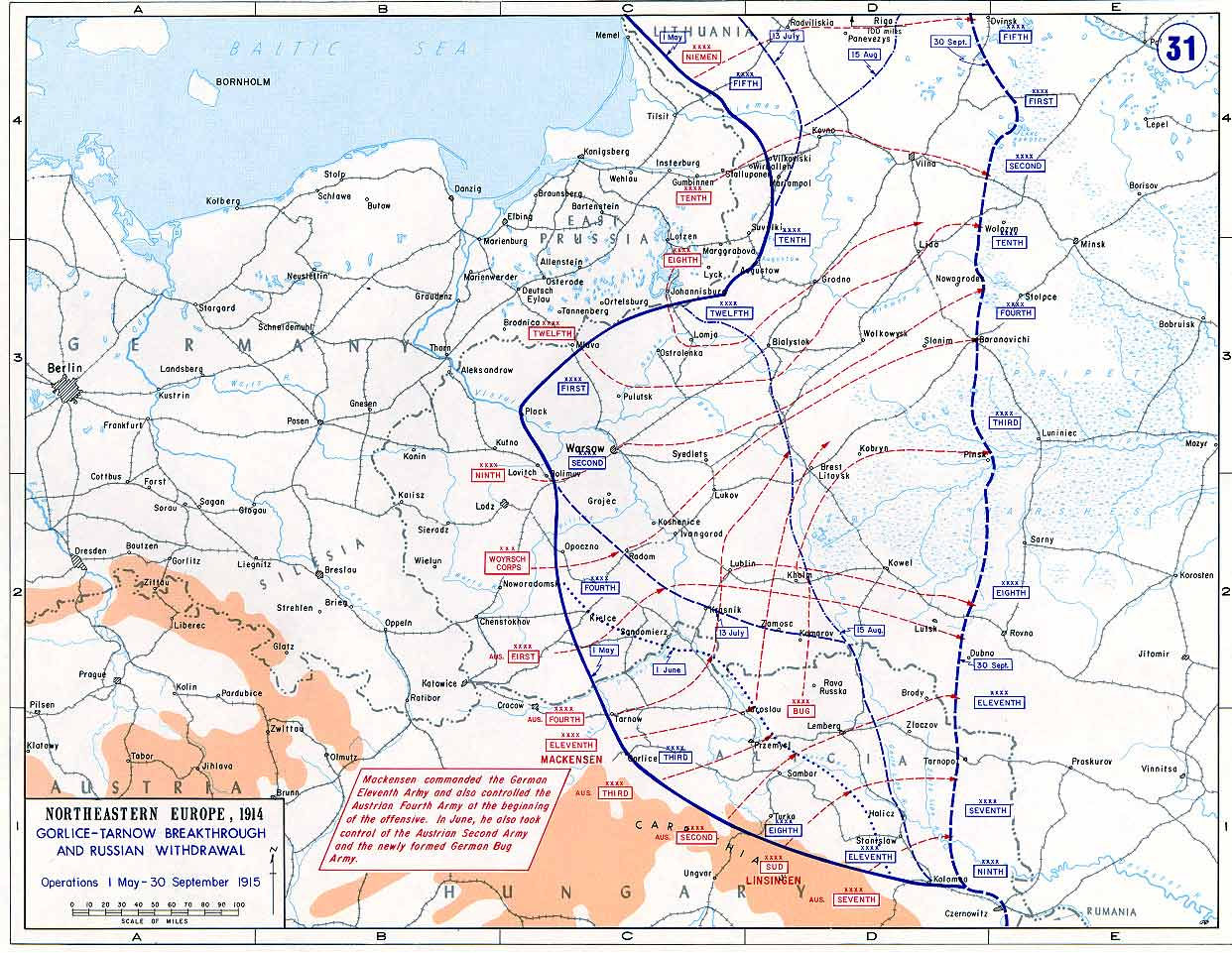
Offensive de Gorlice-Tarnów, mai-septembre 1915 : reconquête de la Galicie

Au début de mai 1915, la 3e armée prend part à l'offensive de Gorlice-Tarnów qui permet de reconquérir la Galicie orientale et la Bucovine. Elle comprend alors les unités suivantes :
- Xe corps, général Hugo Martiny von Malastów (de)
  - 2e, 21e et 24e divisions
- IIIe corps, Joseph Krautwald von Annau (de)
  - 22e, 28e et 26e divisions d'infanterie
- XVIIe corps, Karl Křitek
  - 11e et 45e divisions d'infanterie, 4e division de cavalerie
- VIIe corps, archiduc Joseph-Auguste de Habsbourg-Lorraine
  - 17e et 20e divisions d'infanterie, 1re division de cavalerie

Le 25 mai, en raison de l'entrée de l'Italie dans la Première Guerre mondiale, le général Borojević von Bojna est muté à la tête de la 5e armée sur le front italien. Il est remplacé par Paul Puhallo von Brlog (de). Le 10 juin, la 3e armée est temporairement dissoute pour réorganisation. En juin 1915, le VIIe corps est envoyé sur le front de l'Isonzo.

#### Balkans

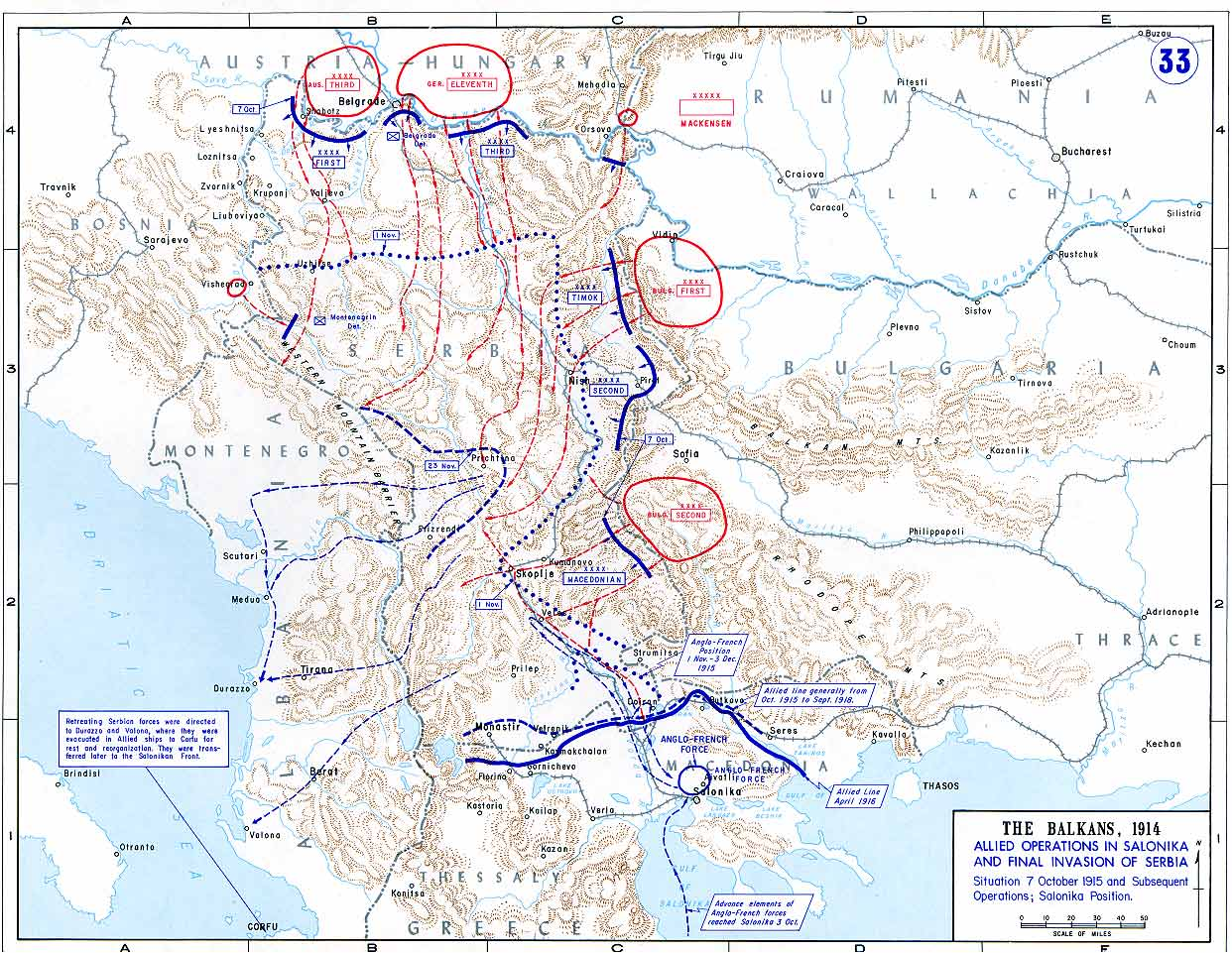
Campagne de Serbie, octobre 1915 guerre mondiale-janvier 1916 guerre mondiale : conquête de la Serbie et du Monténégro.

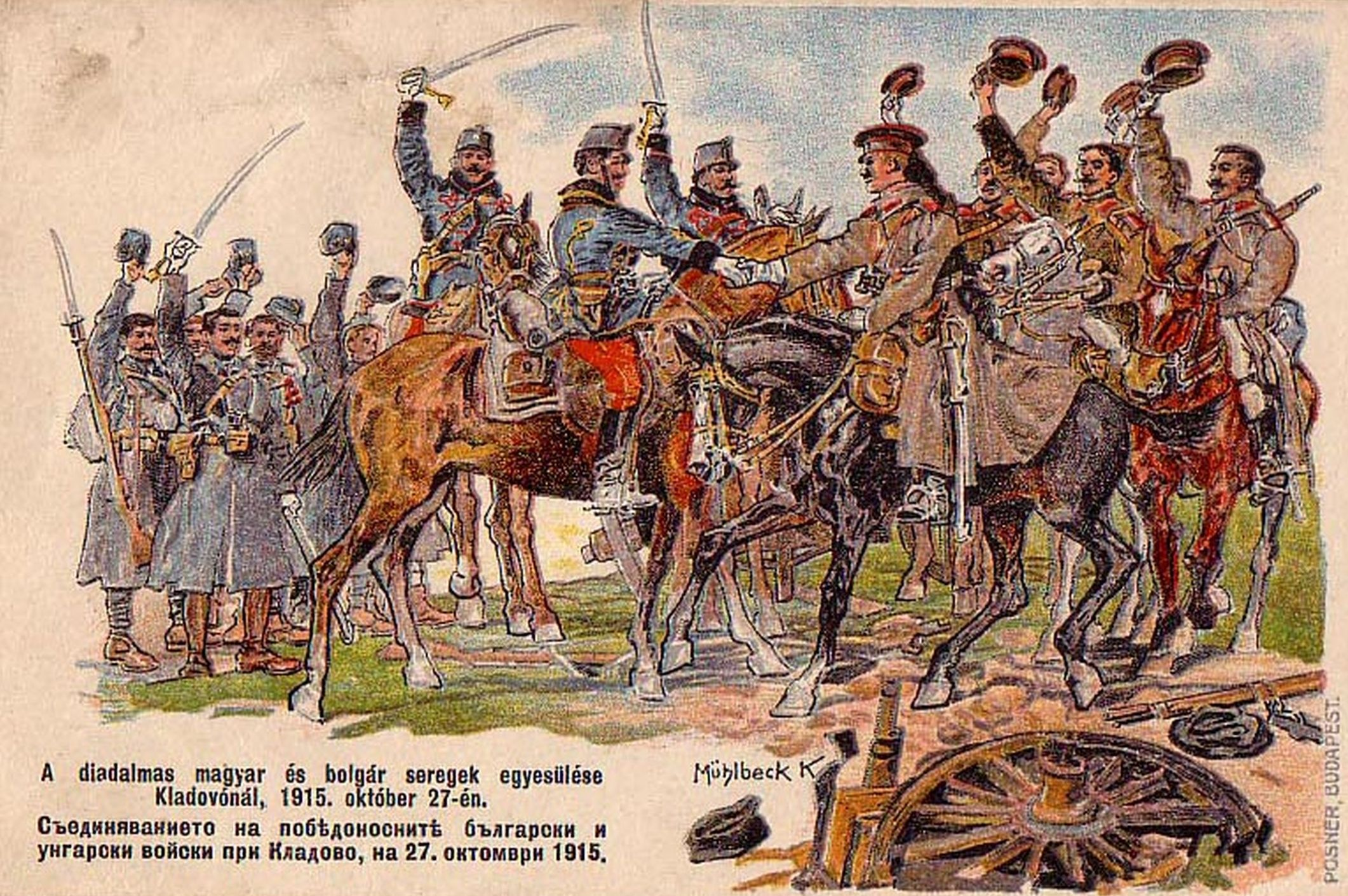
Jonction entre les forces hongroises et bulgares à Kladovo le 27 octobre 1915 guerre mondiale, image de propagande bulgare

En septembre 1915, la 3e armée est reconstituée sous le commandement de Karl Tersztyánszky von Nádas et intégrée dans le groupe d'armées von Mackensen, sous direction allemande, sur le front serbe, afin de participer à la campagne de Serbie (octobre 1915-janvier 1916). Cependant, le chef d'état-major austro-hongrois Franz Conrad von Hötzendorf doit limoger Tersztyánszky en raison d'un conflit qui oppose celui-ci au comte István Tisza, premier ministre du royaume de Hongrie, sur l'emploi de travailleurs civils à des fins militaires. Tersztyánszky est remplacé par Hermann Kövess. Le feld-maréchal allemand August von Mackensen, qui a déjà travaillé avec Kövess sur le front de Pologne, le trouve « très sympathique ». En raison d'une pénurie d'effectifs, Conrad demande au Haut état-major allemand de lui fournir des renforts substantiels de troupes allemandes. Il obtient un corps d'armée dirigé par Eugen von Falkenhayn (de), frère du chef d'état-major général Erich von Falkenhayn, comptant 3 divisions : la 26e, venue de l'Armée wurtembergeoise qui a conservé un statut spécial dans l'armée allemande, et les 43e et 44e de réserve. Guillaume d'Urach, chef de la 26e division, appartient à la famille royale wurtembergeoise, et Eugen von Dorrer (de), chef de la 44e de réserve, a été le représentant wurtembergeois au sein du Haut état-major. La composante austro-hongroise de la 3e armée, les VIIIe et XIXe corps, comporte une forte proportion de troupes alpines.
La 3e armée est déployée au nord du Danube entre Sremska Mitrovica et Belgrade. Elle comprend les unités suivantes :
- VIIIe corps austro-hongrois, général Viktor von Scheuchenstuel
  - 57e division d'infanterie austro-hongroise, Heinrich Goiginger (frère du général Ludwig Goiginger)
  - 59e division d'infanterie austro-hongroise, Luka Šnjarić (hr)
- 22e corps de réserve allemand, Eugen von Falkenhayn (en)
  - 26e division allemande, Guillaume d'Urach
  - 43e division de réserve allemande, Hermann von Runckel
  - 44e division de réserve allemande, Eugen von Dorrer (de)
- XIXe corps austro-hongrois, Ignaz Trollmann (en)
  - 43e division d'infanterie austro-hongroise, Heinrich Pongrácz de Szent-Miklós et Ovár
  - Plusieurs brigades d'infanterie[1].

Du 7 au 10 octobre, les armées germano-austro-hongroises traversent le Danube, avec l'appui de 6 monitors, et s'emparent de Belgrade. La 3e armée atteint Šabac le 20 octobre, Valjevo le 25. Le 29, la 43e division de réserve allemande franchit le col du Rudnik. Le VIIIe corps continue son avance mais se heurte à de fortes contre-attaques serbes tandis que les troupes allemandes font leur jonction, à Kragujevac, avec leurs alliés de la 1re armée bulgare (en). Les 57e et 59e divisions austro-hongroises achèvent l'encerclement de l'armée serbe sur l'Ibar tandis que l'offensive bulgare de Kosovo, au sud, lui ferme la voie de la retraite vers la Macédoine.
À partir du 15 décembre, la 3e armée, forte de 101 000 fantassins et 1 170 cavaliers, engage une nouvelle série d'opérations offensives en direction du Monténégro. Le VIIIe corps, avançant en trois colonnes à partir d'une ligne Novi Pazar-Pristina-Prizren, poursuit l'armée serbe en retraite vers Podgorica et Shkodër. Le 17 janvier 1916, la 3e armée achève la conquête du Monténégro en faisant sa jonction avec le XIXe corps (Ignaz Trollmann (en)) sur l'Adriatique.

### 1916

#### Italie

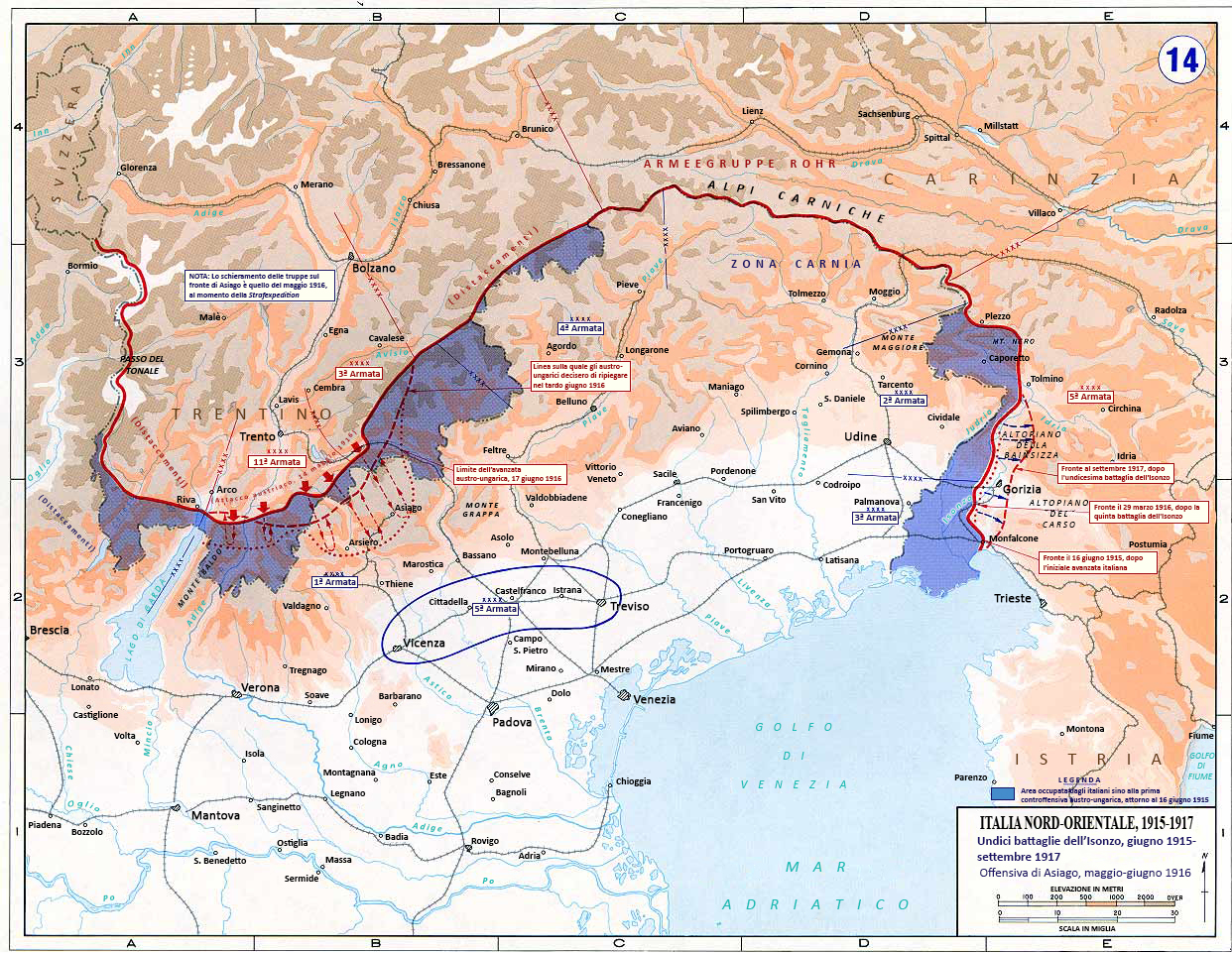
Front italien, 1915-1917

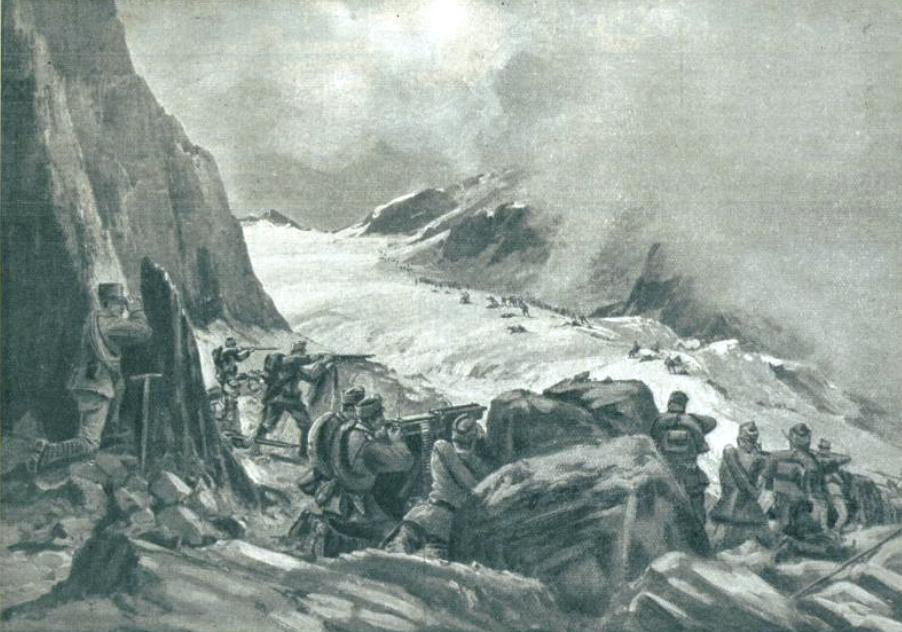
Troupes austro-hongroises dans le massif de Presanella, 1915

En mars 1916, la 3e armée est déplacée vers l'ouest pour prendre part à l'offensive du Trentin contre l'armée italienne. Elle est placée à l'aile gauche de la 11e armée austro-hongroise (de) (Viktor von Dankl) qui assure l'offensive principale. La 3e armée compte alors 89 bataillons et demi (72 000 hommes) et 245 canons. Elle comprend les unités suivantes :
- XVIIe corps, Karl Křitek
  - 18e division (2e et 8e brigades de montagne)
  - 181e brigade d'infanterie
- Ier corps, Karl von Kirchbach auf Lauterbach
  - 10e et 34e divisions d'infanterie
  - 43e division de tirailleurs
- XXIe corps, Kasimir von Lütgendorf (de)
  - Division de Schützen impériaux, 44e division de Schützen

Seules les 18e et 48e divisions, à partir de mai 1916, prennent effectivement part à l'offensive. Malgré des succès initiaux, elles sont arrêtées par la 1re armée italienne (Guglielmo Pecori Giraldi).

#### Galicie et Bucovine

Offensive russe et contre-offensive germano-austro-hongroise de juillet 1917. Du nord au sud, forces des Empires centraux : armées allemandes Woyrsch et Linsingen, 2e armée austro-hongroise, armée du Sud allemande, 3e et 7e armées austro-hongroises. Forces russes : 2e armée, armée spéciale, 11e, 7e et 8e armées

À la fin de 1916, la 3e armée est réorganisée et envoyée sur le front de l'Est. Du 20 octobre 1916 au 5 mars 1917, elle est commandée par Karl von Kirchbach auf Lauterbach.

### 1917-1918

#### Galicie et Bucovine

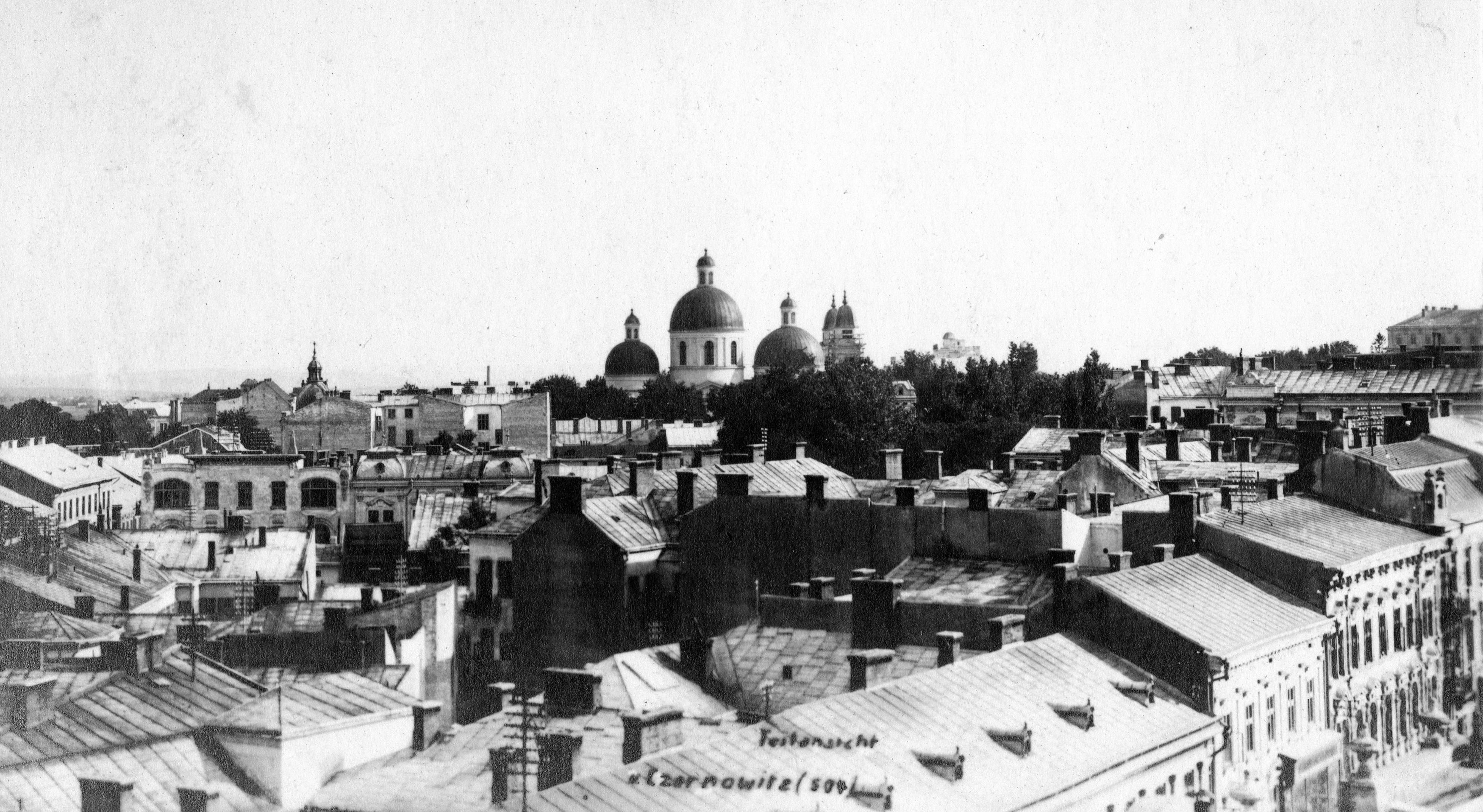
Tchernivtsi en 1917

Du 5 mars au 12 juillet 1917, l'armée est commandée par Karl Tersztyánszky von Nádas, remplacé ensuite par Karl Křitek . À la fin de juillet, aux côtés de l'armée du Sud (Felix von Bothmer), elle prend part à l'offensive de Ternopil (de), réplique des Empires centraux à l'offensive russe de juillet. Elle comprend alors les unités suivantes :
- 40e corps de réserve allemand, Karl Litzmann
  - 16e et 75e divisions de réserve allemandes
  - 83e division allemande
- XXVIe corps, Hafdy puis Friedrich Csanády von Békés (hu)
  - 5e et 15e divisions
- XIIIe corps, Schenck
  - 36e et 42e divisions
- Groupe Sallagar
  - 2e division de cavalerie
  - 16e division

Le 3 août 1917, les 5e, 36e et 42e divisions reprennent Tchernivtsi, capitale de la Bucovine.
À partir du 6 décembre 1917, à la suite de la révolution russe d'octobre-novembre, les opérations sont interrompues sur le front de l'Est. L'armistice du 15 décembre 1917 met fin aux hostilités.
La 3e armée est dissoute le 12 janvier 1918.

## Commandants
- Rudolf von Brudermann (août - 3 septembre 1914)
- Svetozar Borojević von Bojna (4 septembre 1914 - 25 mai 1915)
- Paul Puhallo von Brlog (de) (25 mai - 10 juin 1915)
- Dissolution temporaire entre le 10 juin et le 7 septembre 1915
- Karl Tersztyánszky von Nádas (7 - 27 septembre 1915)
- Hermann Kövess (28 septembre 1915 - 20 octobre 1916)
- Karl von Kirchbach auf Lauterbach (20 octobre 1916 - 5 mars 1917)
- Karl Tersztyánszky von Nádas (5 mars - 12 juillet 1917)
- Karl Křitek (12 juillet 1917 - 12 janvier 1918)

### Sources et bibliographie
- (de) Cet article est partiellement ou en totalité issu de l’article de Wikipédia en allemand intitulé « 3. Armee (Österreich-Ungarn) » (voir la liste des auteurs) dans sa version du 23 août 2018.
- (en) Richard L. DiNardo, Invasion : The Conquest of Serbia, 1915, ABC Clio, 2015 (lire en ligne)